# Kalanchoideae
 (janvier 2008).
Si vous disposez d'ouvrages ou d'articles de référence ou si vous connaissez des sites web de qualité traitant du thème abordé ici, merci de compléter l'article en donnant les références utiles à sa vérifiabilité et en les liant à la section « Notes et références ».
Sous-famille
Genres de rang inférieur
- Kalanchoe

La sous-famille des Kalanchoideae est une des six sous-familles de la famille des Crassulaceae selon la classification classique de Alwin Berger en 1930. Elle se distingue des autres sous-familles par ses fleurs de type 4 (4 sépales, 4 pétales, 8 étamines et 4 carpelles). Par ailleurs, les quatre pétales sont soudés pour former un tube. 
Il est parfois admis par les taxonomistes que le genre Kalanchoe est le seul représentant de cette sous-famille, les genres Bryophyllum et Kitchingia ayant été inclus dans le genre Kalanchoe et n'existent plus que sous la forme de sections.
Bien que diverses revisions taxonomiques aient proposé de réduire par étapes le nombre de sous-familles à trois ou deux, l'ancienne classification de Berger est encore utilisée.
Dans la classification phylogénétique APG IV (2016), cette sous-famille n'existe plus, elle est remplacée par la sous-famille Kalanchoöideae A.Berger qui comprend les genres Adromischus, Kalanchoe, Tylecodon et Cotyledon.